# Isole della Slovenia
In Slovenia sono presenti 8 isole. Un tempo anche Capodistria e Isola avevano un carattere insulare: oggi invece formano un tutt'uno con la terraferma a seguito delle bonifiche dei terreni circostanti. 
Otok è la parola slovena che indica "isola".
| Immagine | Nome isola                                         | Corso/massa d'acqua                                  | Località             | Superficie (km2) | Tipologia       |
| -------- | -------------------------------------------------- | ---------------------------------------------------- | -------------------- | ---------------- | --------------- |
|          | Kostanjevica na Krki                               | Krka                                                 | Kostanjevica na Krki | 0,109            | isola fluviale  |
|          | Isola della Sava (Savski otok)                     | Sava                                                 | Kranj                | 0,108            | isola fluviale  |
|          | Isola di Maribor (Mariborski otok)                 | Drava                                                | Kamnica              | 0,097            | isola fluviale  |
|          | Isola dell'Amore (Otok ljubezni)                   | Mura                                                 | Ižakovci             | 0,037            | isola fluviale  |
|          | Otočec                                             | Krka                                                 | Otočec               | 0,020            | isola fluviale  |
|          | Isola presso la marina di Portorose                | vallone di Pirano                                    | Lucia                | 0,019450         | isola marittima |
|          | Isola di Bled (Blejski otok)                       | lago di Bled                                         | Bled                 | 0,010            | isola lacustre  |
|          | Isola della Grotta Montecroce (Otok v Križni jami) | laghi e ruscelli sotterranei della grotta Montecroce | Loška Dolina         |                  | isola lacustre  |